# Sarah Grimké
Sarah Moore Grimké (Charleston, Carolina del Sud, 26 de novembre de 1792 – Hyde Park, Massachusetts, 23 de desembre de 1873) fou una abolicionista, escriptora i sufragista estatunidenca. Nascuda en el si d'una família rica amb esclaus, durant la dècada de 1820 es va traslladar a Filadèlfia, on es va fer quàquera. La seva germana Angelina Grimké se li va afegir i totes dues van ser actives dins del moviment abolicionista. Explicaven el que sabien de primera mà sobre l'esclavitud, en demanaven l'abolició, i també van ser activistes pels drets de les dones.
Els textos de Grimké van donar arguments i idees a personalitats com Lucy Stone, Elizabeth Cady Stanton i Lucretia Mott per acabar amb l'esclavitud i començar amb el moviment sufragista.